# Richard Mathes
Richard Mathes (* 3. August 1940 in Essen; † 2. Juli 2005 ebenda) war ein deutscher römisch-katholischer Geistlicher, Philosophieprofessor und Rektor des Päpstlichen Institut Collegio Teutonico di Santa Maria dell’Anima von 1998 bis 2004.

## Leben
Nach seinem Abitur wurde Mathes zunächst Soldat bei der deutschen Bundeswehr. Er wurde Reserveoffizier bis zum Range eines Majors, mit seinen höheren Weihen schied er aus der Bundeswehr aus.  Er studierte Katholische Theologie in Innsbruck, Paris, Cambridge, Rom und Bonn. Am Institut catholique de Paris wurde er 1968 zum Dr. phil. promoviert, 1974 in Bonn zum Dr. theol.
Als Diakon wurde er 1975 Sekretär des deutschsprachigen Pilgerbüros in Rom und war für die Organisation der  deutschsprachigen Pilger im Heiligen Jahr zuständig. 1976 empfing Mathes die Priesterweihe und war anschließend als Kaplan in Bochum tätig.
1977 erhielt Richard Mathes einen Ruf als Professor für Philosophie an die Päpstliche Universität Heiliger Thomas von Aquin „Angelicum“ (Pontificia Universitas Studiorum a Sancto Thoma Aquinate in Urbe – PUST) des Dominikanerordens in Rom. Zudem wurde er Direktor des Zentrums Notre-Dame, eines großen Jerusalemer Pilgerhotels, und Beauftragter des Hl. Stuhles an der päpstlichen Vertretung in Jerusalem. Mathes engagierte sich für die Verständigung zwischen Palästinensern und Israelis. Ebenso setzte er sich für die Ökumene und für christlich-jüdische Kontakte ein. Ab 1993 gehörte er zu den Arbeitsgruppen, welche die Aufnahme voller diplomatischer Beziehungen zwischen Israel und dem Vatikan vorbereiteten. 
1998 wechselte Mathes wieder nach Rom und war bis 2004 Rektor des Collegio Teutonico di Santa Maria dell’Anima und des Päpstlichen Priesterkollegs Santa Maria dell’Anima – kurz: „Anima“ – in der Nähe der Piazza Navona in der römischen Innenstadt. 
Mathes war Mitglied der KDStV Bavaria Bonn und Gründungsmitglied der in Rom beheimateten katholischen deutschen Studentenverbindung KAV Capitolina Rom im CV.

## Ehrungen und Auszeichnungen
- Ernennung zum Päpstlichen Ehrenkaplan (1980)
- Investitur in den Ritterorden vom Heiligen Grab zu Jerusalem (Augsburg 1981)
- Päpstlicher Ehrenprälat (1990)
- Großes Goldenes Ehrenzeichen für Verdienste um die Republik Österreich (2004)[1]

## Schriften
- Löwen und Rom. Zur Gründung der katholischen Universität Löwen unter besonderer Berücksichtigung der Kirchen- und Bildungspolitik Papst Gregors XVI., 1975, ISBN 3874971198
- Gedanken in St. Peter. Kunst- und theologischer Führer durch die Peterskirche, Rom, 1980, ISBN 3921155142
- Römischer Marienweg, 1985, ISBN 3460323310